# Signal to noise ratio
Signal to Noise Ratio, ràtio entre senyal i soroll, (sovint SNR abreujat o S/N) és una mesura utilitzada en la ciència i que mira de quantificar quan un senyal ha estat alterat pel soroll. Es defineix com la ràtio de potència de senyal comparant-la amb la potència de soroll que altera el senyal. Una ràtio més alta que 1:1 indica més senyal que el soroll. Mentre que SNR se cita comunament per a senyals elèctrics, es pot aplicar a qualsevol forma de senyal (com nivells d'isòtops en una senyalització bàsica o bioquímica de gel entre cèl·lules).
En menys tecnicismes, la signal to noise ratio compara el nivell d'un senyal desitjat (com música) amb el nivell de soroll de fons. El més alt és la ràtio, i el més baix és el soroll de fons.
La "Signal to noise ratio" s'utilitza a vegades informalment per referir-se a la ràtio d'informació útil a dades falses o irrellevants en una conversa o en un bescanvi d'informació. Per exemple, en fòrums de discussió en línia i unes altres comunitats en línia, els correus i els spam es consideren com a "soroll" que interfereix amb el "senyal" de discussió apropiada.

## Soroll
La magnitud del soroll generat per un dispositiu electrònic, per exemple un amplificador, es pot expressar mitjançant la denominada figura de soroll (F), que és el resultat de dividir la relació senyal/soroll en l'entrada (S/R)ent per la relació senyal/soroll a la sortida (S/R)sort, quan els valors de senyal i soroll s'expressen en nombres simples : 
{\displaystyle F={\frac {(S/R)\mathrm {ent} }{(S/R)\mathrm {sort} }}}